# Abenteuerspiele
Abenteuerspiele ist die Gattungsbezeichnung für eine Kategorie von Spielen, bei denen Unvorhergesehenes, Spannung und Nervenkitzel, Risiko und Wagnis das Geschehen bestimmen. Das singulare Wort steht für ein Einzelspiel aus dieser Gattung. Abenteuerspiele finden ihre Betätigungsfelder vor allem in der Freizeitgestaltung, in der Erlebnispädagogik, in der Wagniserziehung und im Extremsport. Sie sind in der realen, aber auch in der virtuellen Welt  möglich und üblich.

## Begriff
Der historische Begriff „Abenteuer“ leitet  sich ab von mittelhochdeutsch „aventiure“. Als solcher bezeichnete er die risikohaltigen Unternehmungen der Artusritter in den mittelalterlichen Epen, etwa des Parzival, Iwein oder Erec. Es handelte sich um „Reisen ins Unbekannte“, die in erster Linie der Selbstfindung und sozialen Reifung des jungen Ritters dienten. Sie waren mit Risiko und Wagnis verbunden und schlossen die Möglichkeit eines erheblichen, teilweise existenziell betreffenden Scheiterns ein. Diese Wesenselemente kennzeichnen auch die Spiele dieser Gattung. Wer sich auf ein echtes Abenteuerspiel einlässt, begibt sich auf unbekanntes, nicht völlig absicherbares Terrain, muss sich risikobehafteten Herausforderungen stellen und dabei Ängste bewältigen, Versagen ertragen. Dennoch findet sich der Begriff Abenteuerspiele in Spielesammlungen oft inflationär verwendet, figurieren viele entsprechende Spielangebote aus Unkenntnis oder Vermarktungsgründen mit einem sachlich falschen Etikett.

## Charakter
Abenteuerspiele charakterisieren sich durch einen hohen Unsicherheitsfaktor. Dieser weckt die Neugier, den Entdeckergeist und Tatendrang, sich den Risiken und -bei realen Abenteuerspielen- auch echten Gefahren zu stellen, was seitens des Spielenden Wagnisbereitschaft und Frustrationstoleranz erfordert. Diese Herausforderungen geben den Abenteuerspielen ihren hohen Erlebniswert und ihre Attraktivität. Abenteuerspiele sind als Individualspiele, aber auch als Partnerspiele und als Gruppenspiele realisierbar.
Wenn die sein Wesen ausmachenden Elemente Risiko und Wagnis dem Spiel genommen werden, verliert es seine genuine Substanz, seinen spezifischen Gattungs-Charakter als Abenteuerspiel und damit auch die Berechtigung der Begriffsverwendung. Spiele, bei denen das Gefahrenpotenzial aus Sicherheitsgründen eliminiert oder die Verantwortung für die Risiken auf andere Personen, etwa den Spielleiter, verschoben wird, werden nach der Formulierung des Wagnisforschers Siegbert A. Warwitz zu „Pseudo-Abenteuern“. Solche nur mit dem attraktiven Etikett „Abenteuerspiele“ versehenen Spiele ohne echte Eigeninitiative, ohne eigenes Risiko, ohne eigenaktive Wagnishandlung und eigene Verantwortungnahme versetzen den Spielenden in eine Konsumentenrolle. Warwitz spricht in diesem Zusammenhang von „Sich be-abenteuern lassen“. Spannung und Nervenkitzel können auch Wettspiele, etwa ein Sportspiel wie Fußball oder Tennis, bestimmen. Sie reichen allein aber nicht aus, um ein Spiel der Gattung Abenteuerspiele zu konstituieren. Zudem zeigen sich oft auch fließende Übergänge, etwa zur Kategorie der Kriegsspiele.

## Beispiele

### Realweltspiele
Bei den Realwelt-Spielen ist der ganzmenschliche, auch physische Einsatz der Spielenden gefragt: Bei den Partner- und Gruppenspielen gilt es zusätzlich, den Mut aufzubringen, in schwierigen Situationen anderen zu vertrauen. Das zu üben, eignen sich schon so einfache Spielformen wie der Partnerstütz, bei dem sich zwei Spielende in Gegenüberstellung mit gestreckten Armen gegeneinander stützen und sich dann behutsam so weit rückwärts bewegen, wie sie das gegenseitige Stützen noch aufrechterhalten können. Beim Spinnengewebe muss eine Gruppe unter gegenseitiger Hilfestellung und Abwägen der einzelnen Geschicklichkeit durch die Öffnungen eines durch Seile markierten Spinnennetzes klettern. Dabei steht jedes Loch nur für einen Durchschlupf zur Verfügung, können die schwierigeren oberen Durchlässe also nur von den Wagemutigeren unter Mithilfe der anderen durchstiegen werden. Das Preckelspiel wird zu einem Abenteuerspiel, wenn die Regeln einen Wettstreit um die Wurfkreisel der Spielgruppe, das Treffen der anderen Kreisels im Zielwurf und die Gewinnmöglichkeit eines fremden bzw. die Verlustmöglichkeit des eigenen Kreisels im Kampfspiel vorsehen. Ein ähnliches, sehr anspruchsvolles Abenteuer bietet das afghanische Drachenspiel, wie es der Bestseller-Autor Khaled Hosseini in seinem Buch „Drachenläufer“ beschreibt. Hier geht es darum, Flugdrachen in der Luft miteinander kämpfen zu lassen, bis es einem Spieler gelingt, seinen Drachen dazu zu bringen, den anderen die Spannleinen zu durchtrennen, um sich diese nach dem Absturz als Beute sichern zu dürfen.

### Virtuelle Abenteuerspiele
Virtuelle Abenteuerspiele kennzeichnen sich dadurch, dass sie im Vorstellungsbereich stattfinden und dort verbleiben. Sie können sehr aufregend sein, wenn sich die Spielenden mit ihren elektronisch erschaffenen Kunstfiguren identifizieren, für sie Entscheidungen treffen, mit ihnen leiden, siegen oder verlieren und ihre Schicksale teilen. Es fehlen aber die hautnahen eigenen Konsequenzen. Es handelt sich um Stellvertreterspiele in imaginären Welten: Man kann Dinosaurier jagen, in entfernte Galaxien aufbrechen, ein Königreich gründen und über es herrschen oder auf eine Zeitreise gehen, also in fantastische Sphären eintauchen, um Abenteuer zu erleben. Man kann sich aber auch jederzeit aus dem Spiel herausnehmen, ein neues Spiel beginnen oder das digitale Geschehen als unwirklich und damit unbedeutend für das eigene Innenleben abtun, sich also von der Bilderwelt des Display distanzieren, wenn die Folgen des Verlierens zu unangenehm werden. Das Spiel mit den Kunstfiguren des Spielsets kann die Phantasie beflügeln und hochgradig faszinieren. Es verbleibt aber in einer Scheinwelt und geht nicht ans Mark der Persönlichkeit, wenn die reflektierende Distanz zum Spiel erhalten bleibt.

## Anwendungsbereiche

### Freizeitsektor
Der Freizeitbereich bietet zahlreiche Möglichkeiten für Abenteuerspiele: Im Outdoor-Sektor laden Abenteuer- oder Robinson-Spielplätze schon die Kleinsten ein, auf einem anregenden Areal ihre Wagnisbereitschaft und Findigkeit beim Lösen von Bewegungsaufgaben zu erproben. Spiellandschaften fordern die Phantasie heraus. In Klettergärten und Abenteuerparks ist persönlicher Mut in ausgesetzten Lagen, auf schmalen schwankenden Pfaden, in schwindelerregender Höhe gefragt. Geländespiele wie Schnitzeljagden, Baumhäuser als unzugängliche Festungen, Indianerrituale oder Ritterfehden bergen ein erhebliches Potenzial für Spiele mit Abenteuercharakter für Kinder und Jugendliche.
Im Indoor-Sektor faszinieren Videospiele und Computerspiele, die in fremde unbekannte Welten einladen, um dort exotischen Gestalten, galaktischen Rittern, Magiern und wilden Tieren zu begegnen und mit ihnen zurechtzukommen noch Erwachsene. Aber auch herkömmliche Spiele mit Abenteuercharakter im geselligen Rahmen, bei denen es Neues, Aufregendes zu entdecken gilt, wo Wahrsagen und Zauberriten eine Rolle spielen, warten auf diejenigen, die es wagen, sich darauf einzulassen und die Folgen durchzustehen: Kindergeburtstage, Teenie-Parties, Familienfeiern oder Kollegentreffen sind beliebte Gelegenheiten, mit Gesellschaftsspielen, die oft grenzwertige Einsätze und Pfandauslösungen beinhalten, zentral ins Abenteuerspiel zu führen, bei denen bisweilen sogar Ansehen und Würde riskiert werden.

### Erlebnispädagogik
Die Erlebnispädagogik nutzt die Attraktivität der Abenteuerspiele zum Lernen. Es geht vorrangig um das Lernen in Gruppen. Dazu werden bevorzugt sogenannte „kooperative Abenteuerspiele“ eingesetzt, die in großer Fülle von sehr unterschiedlicher Qualität in einschlägigen Spielesammlungen auf dem Büchermarkt angeboten werden.

### Wagniserziehung
In der Wagniserziehung steht das spannende Abenteuer im Zentrum des Geschehens und der pädagogischen Ambitionen. Es geht um Grenzerweiterung und Persönlichkeitsreifung und die Aneignung der dazu notwendigen charakterlichen, physischen, emotionalen, volitiven und intellektuellen Voraussetzungen, schon im Kindesalter. Das betrifft zunächst die Einzelpersönlichkeit, die sich in risikohaltigen, die Wagnisbereitschaft herausfordernden Spielsituationen bewähren soll. Es betrifft aber auch das kooperative Verhalten in Partnerschaften und in der Kleingruppe, bei dem ein angemessener reflektierter Risikoumgang über Abenteuerspiele erarbeitet werden soll.

### Sport
Spiel und Sport treffen sich im Abenteuerspiel: Im Sport zeigt sich die Lust zum Abenteuerspiel besonders deutlich in der Tendenz, sich über den normalen Umgang mit dem Sportgerät hinaus Gefahren auszusetzen, die es spielerisch zu beherrschen gilt. So reicht dem versierten Skater bald nicht mehr das bloße Fortbewegen auf dem Gehsteig. Er braucht die Halfpipe, Geländer, Treppen und Hindernisse, um seinen Sport mit wagnishaltigen Stunts in ein Abenteuerspiel zu verwandeln, bei dem er sein technisches Können, seinen Mut und seine Geschicklichkeit ausleben kann. Dem Gleitschirmpiloten genügt es mit zunehmender Routine und Schirmerfahrung bald nicht mehr, einen Standardflug mit Start, Gleitflug und Landung zu absolvieren. Er sucht das Abenteuer des Fliegens im Spiel mit den Auf- und Abwinden, mit Wingovern oder Steilspiralen bis zum risikoträchtigen Akrofliegen mit Flugfiguren wie dem Looping, dem Horseshoe, der Vrille oder dem Fullstall. Der Pädagoge Martin Scholz zählt den Wunsch nach Abenteuererleben zu den wesentlichen Sinnorientierungen im Sport in allen Altersstufen.

## Individuale und soziale Bedeutung
Abenteuerspielen kommt wegen ihrer Attraktivität und Lernintensität eine große Bedeutung in Spiel- und Lernbereichen zu. Dabei sind reale Abenteuer, bei denen die Konsequenzen der eigenen Entscheidungen und Handlungen physisch, emotional und mental ertragen und ausgetragen werden müssen, erzieherisch wertvoller als virtuelle Abenteuer, die eher im Unverbindlichen verbleiben: Schon Kinder tendieren von sich aus dazu, in kleinen Spielen ihren Mut in realen Situationen und an harten Lebensaufgaben zu erproben und dabei ihre persönlichen Grenzen unverfälscht und ohne Einbildung und Selbstbetrug zu erfahren. Die beliebten Mutprobenspiele sind Abenteuerspiele. Kinder beiderlei Geschlechts wünschen sich mehr Abenteuerspiele in der Schule, worauf die Didaktik inzwischen vermehrt reagiert. Wenn sie sich etwas sicherer fühlen, wollen sie die bereits erworbenen Fertigkeiten in Partner- und Gruppenspielen mit anderen vergleichen. Abenteuerspiele dienen damit der Persönlichkeitsentwicklung in Gestalt einer Charakterbildung und Sozialerziehung. Sie tragen mit jedem erfolgreich bestandenen Abenteuerspiel zu einer ungeschönten, realitätsgerechten Selbsteinschätzung und zu einem begründeten Selbstbewusstsein bei.